# Национални паркове в Албания
Защитените територии в Албания включват 15 национални парка, 5 защитени местности, 4 резервата, 26 природни резервата и други защитени територии. 
Най-големият национален парк на Албания е Шебеник-Ябланица, който е с площ от около 33 хиляди хектара. Основните защитени територии са снабдени с маркирани пътеки за преминаване, както и с обслужваща ги администрация. Постепенно се изграждат информационни центрове за туристите в защитените територии в Албания, които съставляват немалка площ от територията на страната.

## Списък на националните паркове в Албания
| Име                        | Изглед | Характеристика                                                             | Площ           | Обявен  |
| -------------------------- | ------ | -------------------------------------------------------------------------- | -------------- | ------- |
| Бутринт                    |        | Руините на древногръцкия и римски град                                     | 9424 хектара   | 2000 г. |
| Планината Дайти над Тирана |        | Османски мостове, средиземноморски борови гори, каньони, пещери и водопади | 29 216 хектара | 1966 г. |
| Дивяка-Караваща            |        | Лагуна с къдроглави пеликани                                               | 22 230 хектара | 2008 г. |
| Лура                       |        | Ледникови езера, заобиколени от бук и европейски черен бор                 | 1280 хектара   | 1966 г. |
| Логара                     |        | Различни видове борова гора                                                | 1010 хектара   | 1966 г. |
| Преспанско езеро           |        | Най-високи тектонски езера на Балканите                                    | 27 750 хектара | 1999 г. |
| Тети                       |        | Част от Проклетия                                                          | 2630 хектара   | 1966 г. |
| Томор                      |        | Свещено и място за поклонение на Бекташите                                 | 24 723 хектара | 1996 г. |
| Долината на Валбона        |        | Част от Проклетия                                                          | 8000 хектара   | 1966 г. |
| Хотова-Д'ангели            |        | Българска ела с минералните извори на Пеня и каньона на Лангарица          | 34 361 хектара | 2008 г. |
| Дренова                    |        | Мури                                                                       | 1380 хектара   | 1966 г. |
| Кафя-Щамя                  |        | Средиземноморски борове и извори                                           | 2000 хектара   | 1996 г. |
| Шебеник-Ябланица           |        | Алпийски пасища от Зеления пояс на Европа                                  | 33 927 хектара | 2008 г. |
| Зал-Гьочай                 |        | Дива природа около едноименното село – в съседство с национален парк Лура  | 140 хектара    | 1996 г. |
| Карабурун-Сазани           |        | Морски парк с около 1 морска миля от брега на Карабурун и остров Сазани    | 12 428 хектара | 2010 г. |